# Dekoria

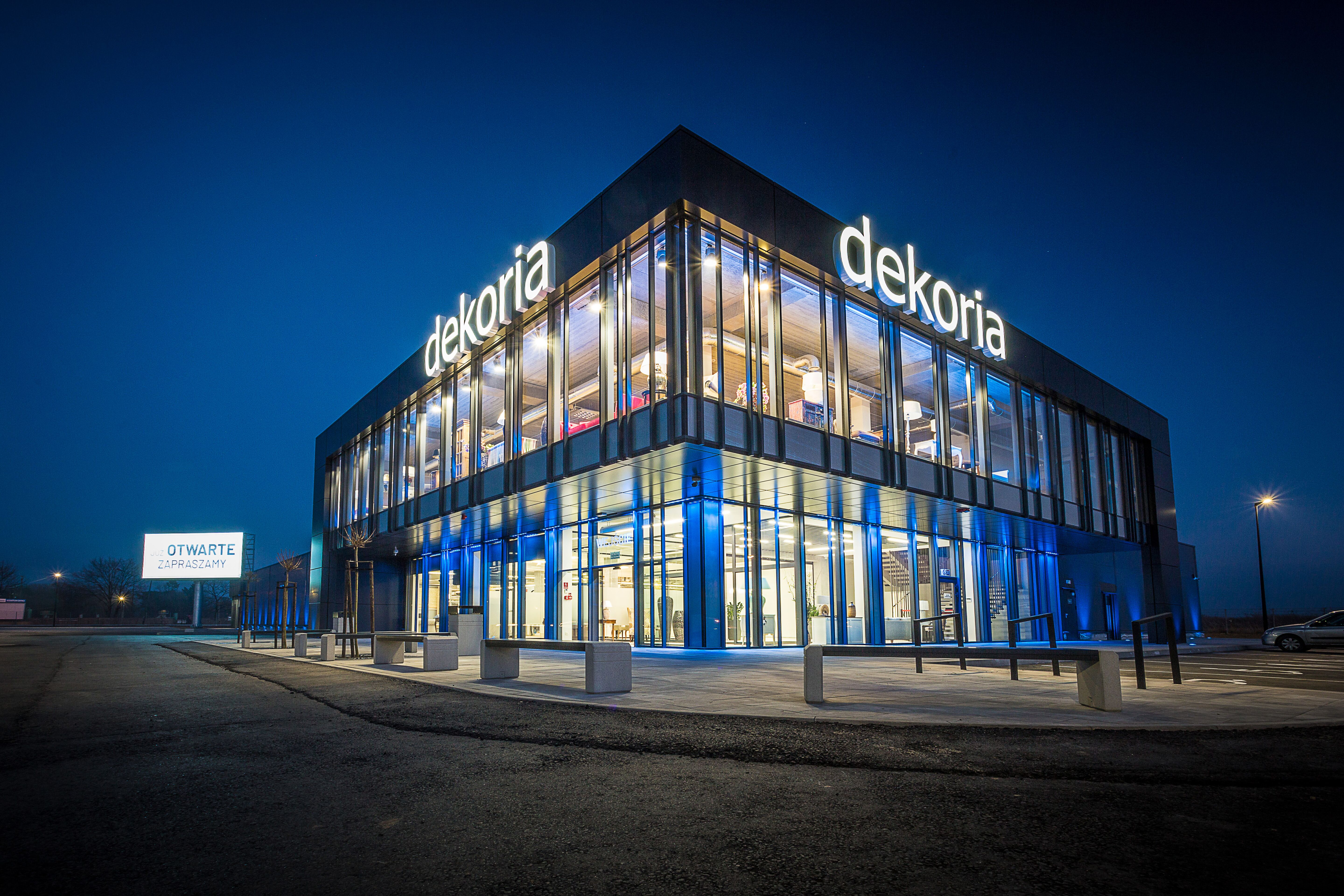
Sklep stacjonarny marki Dekoria w Świdnicy

Dekoria – polska marka artykułów tekstylnych oraz artykułów wyposażenia wnętrz, której właścicielem jest założona w 1993 roku przez Jerzego Franckiewicza spółka Franc-Textil Sp. z o.o. Siedziba firmy mieści się w Żarowie (niedaleko Wrocławia), w budynku o powierzchni ponad 10 500 m². Obecnie przedsiębiorstwo zatrudnia ok. 200 pracowników. Główna sprzedaż marki odbywa się przez sklep on-line dekoria.pl. Dekoria współpracuje również z architektami, projektantami, sklepami i hotelami. Posiada własne studio fotograficzne i dział projektantów tworzących aranżacje wnętrz, a także salon stacjonarny o powierzchni 3000 m², zlokalizowany w Świdnicy (ul. Szarych Szeregów 22). Poza Polską Dekoria działa w 12 krajach europejskich: Niemczech, Austrii, Słowacji, Szwecji, Danii, Norwegii, Holandii, Czechach, Łotwie, Finlandii, Rumunii i na Węgrzech.

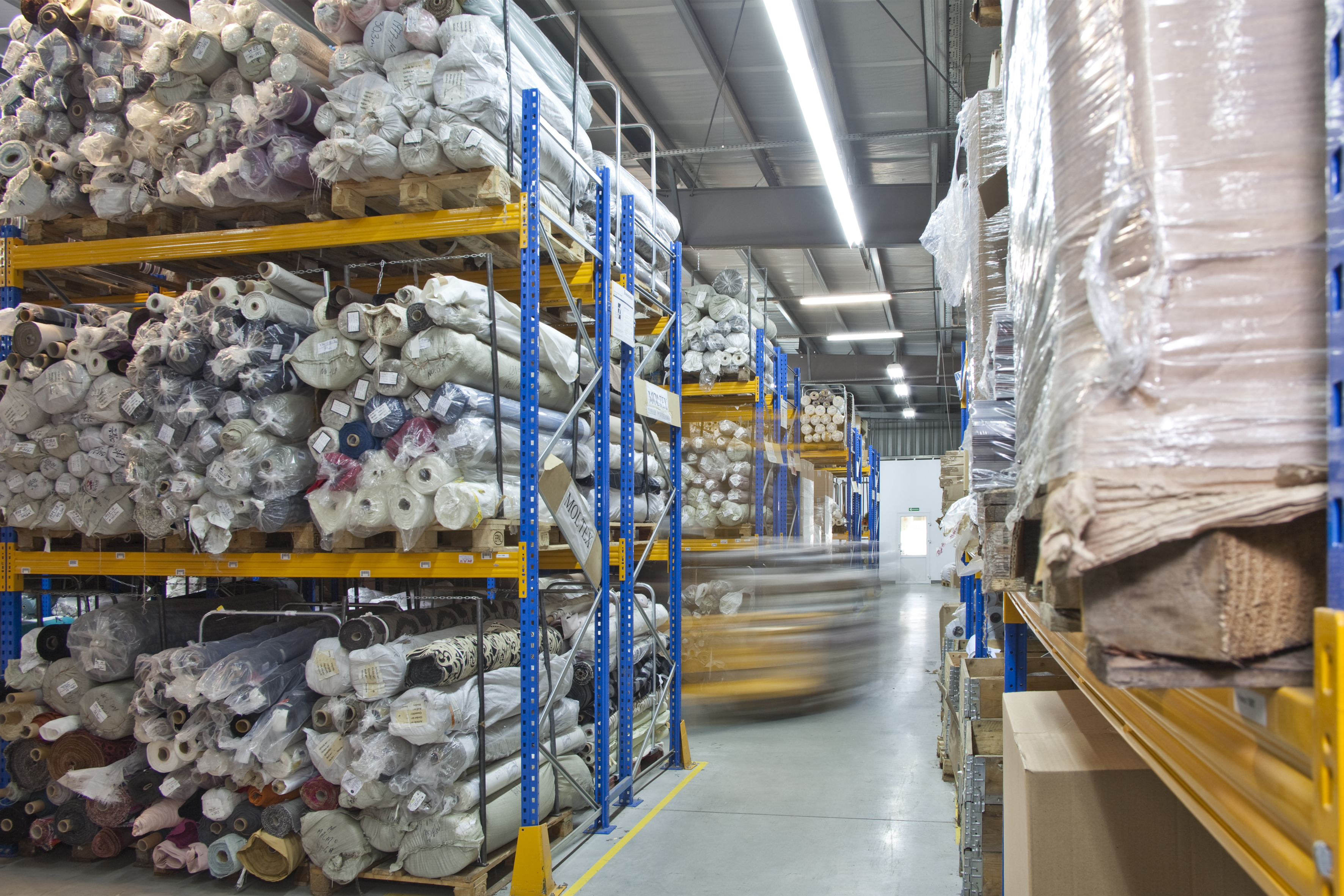
Magazyn z tkaninami marki Dekoria w Żarowie

Sklep internetowy dekoria.pl oferuje produkty do dekoracji wnętrz – gotowe oraz szyte na miarę.

## Historia
Historia marki Dekoria rozpoczęła się 1993 roku. Jerzy Franckiewicz założył wówczas firmę o nazwie Franc-Textil, która specjalizowała się w produkcji domowych oraz hotelowych tekstyliów na rynki skandynawskie. W 1996 roku firma rozpoczęła produkcję rolet rzymskich dla sklepów IKEA, co zaowocowało rozwojem firmy w Polsce oraz Europie Zachodniej.
W 2005 roku zarejestrowano markę Dekoria, która zajmowała się produkcją oraz sprzedażą artykułów tekstylnych, głównie w strategii B2B – zarówno do sklepów, pracowni krawieckich i tapicerskich, jak i hoteli, pensjonatów oraz biur projektowych.
W 2007 roku firma rozpoczęła działalność w internecie, otwierając sklep internetowy B2C w branży dekoracji i wyposażenia wnętrz w Polsce. Oferuje ponad 60 000 produktów, m.in. rolety, zasłony, firany, poduszki, pościel i inne tekstylia domowe (gotowe lub na wymiar), a także ceramikę, zegary, dywany, lampy, meble i obrazy. Dwa razy w roku marka Dekoria wydaje katalog online.

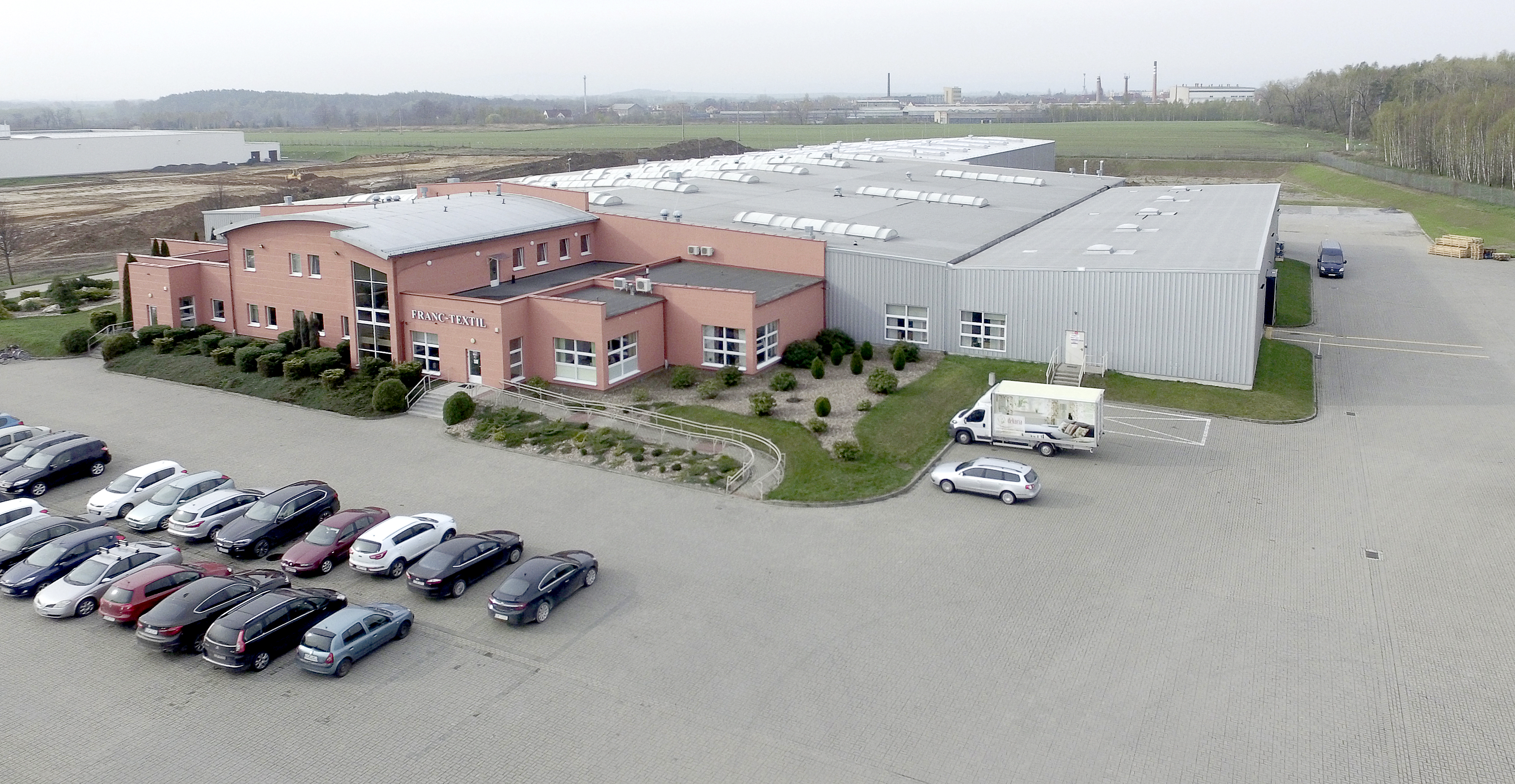
Siedziba firmy Dekoria w Żarowie

W 2013 roku sklep internetowy Dekoria.pl znalazł się na I miejscu w Rankingu Sklepów Internetowych zorganizowanym przez Money.pl w kategorii sklepy wielobranżowe. W latach 2017, 2018 i 2019 marka została laureatem ogólnopolskiego wyróżnienia Laur Konsumenta.

## Nagrody i wyróżnienia
- Lider XV-lecia – Laur Konsumenta 2004–2019 (2019) w kategorii Internetowa sprzedaż artykułów do dekoracji i aranżacji wnętrz

- Laur Konsumenta 2019 w kategorii Internetowa sprzedaż artykułów do dekoracji i aranżacji wnętrz

- Laur Konsumenta 2018 w kategorii Internetowa sprzedaż artykułów do dekoracji i aranżacji wnętrz

- Laur Klienta – TOP MARKA 2017 w kategorii Sklep internetowy z akcesoriami do wystroju wnętrz

- Super Marka 2016 – Jakość, Zaufanie, Renoma w kategorii Sklep internetowy z akcesoriami do wystroju wnętrz

- Dobra Marka 2015 – Jakość, Zaufanie, Renoma w kategorii Sklep internetowy z akcesoriami do wystroju wnętrz

- II miejsce w Rankingu Sklepów Internetowych 2014 Money.pl w kategorii Sklepy wielobranżowe

- III miejsce w Rankingu Sklepów Internetowych 2014 Money.pl w kategorii Najbardziej przyjazny sklep internetowy

- Dobra Marka 2014 – Jakość, Zaufanie, Renoma w kategorii Sklep internetowy z akcesoriami do wystroju wnętrz

- I miejsce w Rankingu Sklepów Internetowych 2014 Opineo.pl w kategorii Dom i wnętrze

- I miejscu w Rankingu Sklepów Internetowych 2013 Money.pl w kategorii Sklepy wielobranżowe

- II miejsce w rankingu Przyjazny Sklep Internetowy 2013 Money.pl

- II miejsce w rankingu Dobry Sklep Internetowy 2012 Money.pl, Gazety Wyborczej oraz serwisu Wyborcza.biz w kategorii Sklepy wielobranżowe

- TOP 10 w rankingu najlepszych sklepów internetowych Opineo.pl i Skąpiec.pl w kategorii Dom i wnętrze

- tytuł Odkrycie Roku 2011 dla sklepu internetowego Dekoria.pl w ogólnopolskim konkursie Laur Klienta 2011

- tytuł Odkrycie Roku 2011 dla marki Dekoria w ogólnopolskim konkursie Laur Klienta 2011